# Comuna Răstolița, Mureș
Răstolița (în maghiară Ratosnya) este o comună în județul Mureș, Transilvania, România, formată din satele Andreneasa, Borzia, Gălăoaia, Iod și Răstolița (reședința).

## Demografie
Componența etnică a comunei Răstolița
     Români (82,01%)
     Maghiari (13,71%)
     Alte etnii (4,28%)
Componența confesională a comunei Răstolița
     Ortodocși (75,53%)
     Reformați (13,07%)
     Penticostali (3,47%)
     Romano-catolici (3,07%)
     Alte religii (0,64%)
     Necunoscută (4,22%)
Conform recensământului efectuat în 2021, populația comunei Răstolița se ridică la 1.729 de locuitori, în scădere față de recensământul anterior din 2011, când fuseseră înregistrați 2.073 de locuitori. Majoritatea locuitorilor sunt români (82,01%), cu o minoritate de maghiari (13,71%). Din punct de vedere confesional, majoritatea locuitorilor sunt ortodocși (75,53%), cu minorități de reformați (13,07%), penticostali (3,47%) și romano-catolici (3,07%), iar pentru 4,22% nu se cunoaște apartenența confesională.

## Politică și administrație
Comuna Răstolița este administrată de un primar și un consiliu local compus din 11 consilieri. Primarul, Marius Ioan Lirca[*], de la Partidul Social Democrat, este în funcție din 2012. Începând cu alegerile locale din 2024, consiliul local are următoarea componență pe partide politice:
|  | Partid                                  | Consilieri | Componența Consiliului | Componența Consiliului | Componența Consiliului |
|  | --------------------------------------- | ---------- | ---------------------- | ---------------------- | ---------------------- |
|  | Partidul Social Democrat                | 3          |                        |                        |                        |
|  | Reînnoim Proiectul European al României | 2          |                        |                        |                        |
|  | Partidul Național Liberal               | 2          |                        |                        |                        |
|  | Uniunea Democrată Maghiară din România  | 1          |                        |                        |                        |
|  | Alianța pentru Unirea Românilor         | 1          |                        |                        |                        |
|  | Partidul Mișcarea Populară              | 1          |                        |                        |                        |
|  | Blocul Suveranist Român⁠(d)              | 1          |                        |                        |                        |

## Atracții turistice
- Biserica de lemn din Răstolița
- Parcul Național "Călimani"